# Henri Vieuxtemps
Henri François Joseph Vieuxtemps (Verviers, 17 de febrer de 1820 - Alger, 6 de juny de 1881) va ser un violinista i compositor belga. Va ser el fundador, juntament amb el seu deixeble Eugène Ysaÿe, de la prestigiosa escola franco-belga de violí.

## Un infant prodigi

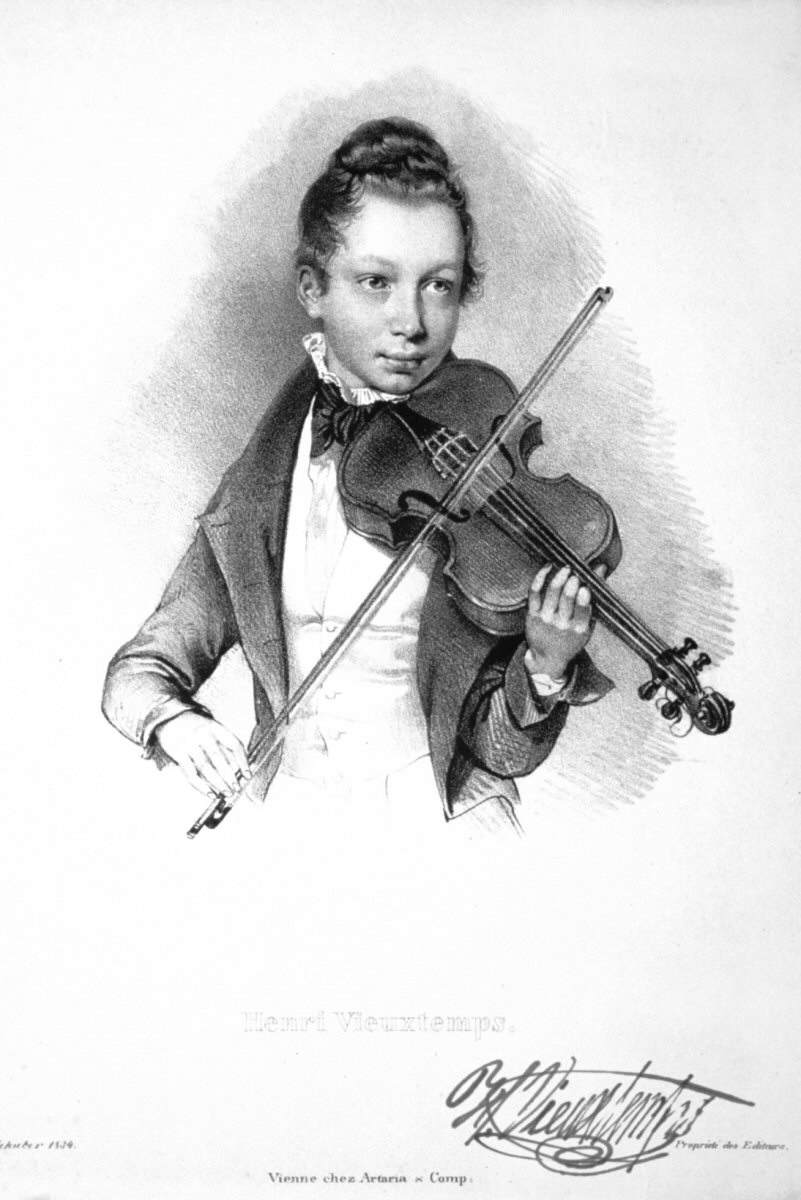
Vieuxtemps als 14 anys

Educat en un ambient familiar impregnat de música, el seu pare -violinista aficionat i bon luthier- li va donar les seves primeres classes i posteriorment les va continuar amb el seu company Lecloux-Dejonc (des del 1798 fins al 1850), qui va veure en ell grans qualitats. Amb només sis anys, el 1826 va iniciar la seva carrera concertística amb el Concert per a violí núm. 5 de Pierre Rode i amb el Doble Concert per a violí de Rodolphe Kreutzer que va interpretar de manera conjunta amb el seu professor. Va donar també més concerts durant aquell any a diversos municipis veïns.
L'any 1827 va donar el seu primer concert a Brussel·les, on va ser escoltat per Charles de Beriot, qui va accedir a admetre'l a les seves classes al Conservatori de París on es va traslladar l'any 1828. Va haver de tornar un any més tard a causa de la Revolució del Juliol a París i del casament de Charles de Beriot amb Maria Malibran, una mezzosoprano que cantava al Teatre Royale Monnaie. De retorn a Brussel·les, Vieuxtemps va continuar desenvolupant la seva tècnica amb el violí pel seu compte, aprofundint en la seva musicalitat tocant també amb la mezzosoprano Pauline Viardot, la germana de Maria Malibran.
Més endavant va poder tornar a París i va romandre a la capital del Sena fins a l'any 1833, combinant els seus estudis amb una important activitat concertística per França, Bèlgica, Alemanya, Itàlia (on coneix Niccolò Paganini) i Estats Units. L'any 1833 va realitzar una gira a Alemanya que el va ajudar a establir amistat amb Louis Spohr i amb Robert Schumann, que el va comparar amb Niccolò Paganini. Són els temps en què la seva joventut i el seu virtuosisme al violí li van crear una fama molt important. Amb només tretze anys, el 1833, es va instal·lar a Viena i va estudiar composició amb Simon Sechter. La recepció a la cort imperial va ser molt bona i va fer grans amistats malgrat la seva curta edat: entre els seus majors admiradors es va trobar Felix Mendelssohn, de qui va esdevenir un dels intèrprets preferits per al seu Concert per a Violí i Orquestra Op.64. Durant la dècada següent, va visitar diverses ciutats europees, impressionant amb el seu virtuosisme no només al públic, sinó també a músics famosos com Hector Berlioz i Paganini, a qui va trobar en el seu debut a Londres l'any 1834.

## Primeres obres

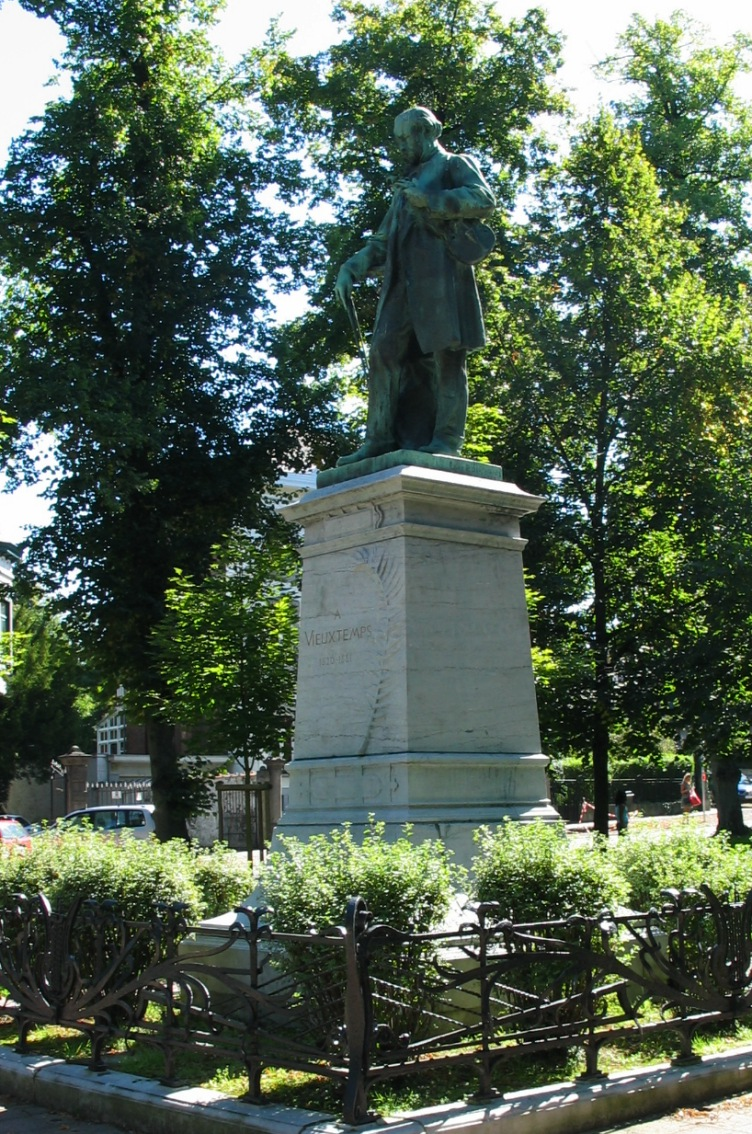
Monument a Vieuxtemps, a Verviers

L'any 1835, va decidir tornar a París i concloure-hi els seus estudis de composició amb Anton Reicha. La seva primera composició va arribar l'any 1836: el Concert per a violí núm. 2 en fa sostingut menor Op. 19. Entre 1837 i 1839 va realitzar llargues gires per Rússia, on es va guanyar una gran reputació. Al segon viatge va escriure el seu Concert per a violí núm. 1 en mi major Op. 10, estrenat a París l'any 1841 amb l'aplaudiment de Wagner i Berlioz. Durant aquests anys va dur a terme grans composicions i concerts per tot Europa.
El 1843 i el 1844 realitza grans gires de concerts per Estats Units juntament amb el pianista Sigismund Thalberg. Després de fer el 1943 concerts a Boston, Nova York i altres ciutats del nord, va marxar a principis de gener de 1844 al sud. A Nova Orleans va fer el seu debut el 17 de gener de 1844 i dos mesos més tard - després dels concerts que va donar a Veracruz i altres ciutats de Mèxic i l'Havana (febrer i març de 1844) - el 29 de març de 1844 va fer el concert de comiat del sud. Després va anar a Mississipi i Ohio riu amunt cap al nord i no va donar més concerts. Al juny de 1844, va tornar a Europa.
Tot just després d'aquesta gira es va casar amb la pianista vienesa Josephine Eder a Frankfurt am Main. Aquell mateix any va realitzar una altra gira per Alemanya, on va compondre una nova obra, el Concert per a violí núm. 3 en la major Op. 25, molt influït pel seu estimat Ludwig van Beethoven. Dos anys més tard va marxar a Rússia on va residir entre 1846 i 1852, i on va ser molt admirat. Allà es va establir com a músic del tsar Nicholas I i com a violí solista del Teatre Imperial de Sant Petersburg. Henri Vieuxtemps va fundar l'escola de violí del Conservatori de Sant Petersburg i va estar treballant allà guiant la formació de "l'escola Russa" dels violinistes d'aquells temps, sent un dels seus alumnes Nikolai Borisivich Yussupov. Allà va compondre quatre concerts per a violí, cal descatacar el Concert per a violí núm. 4 en re menor Op. 31, qualificat per Berlioz com "una simfonia per a violí".
Mentre es trobava vivint i treballant a Sant Peterburg, l'any 1849 va donar dos concerts a Helsinky sense cap orquestra. Va tocar per primera vegada un concert per a violí de Charles Bériot (el seu mestre) acompanyat per la seva dona pianista, i després d'obrir el concert amb aquesta obra virtuosística va interpretar composicions seves, música d'ambient romàntic. El concert va finalitzar amb la interpretació més popular de Vieuxtemps, Variations Burlesques sur Yankee Doodle on introdueix la música nacional dels Estats Units.

## Un músic complet
L'any 1852 va tornar a Bèlgica prenent lliçons de Jan Henri Simon fins al 1854, i es va traslladar a Dreieichenhain, a prop de Frankfurt am Main. Durant aquests anys va tornar a donar concerts com a violinista virtuós juntament amb el pianista Anton Rubinstein. Van interpretar les sonates per a violí de Beethoven i van fer nombrosos concerts a París. El professor Hubert Leonard del Conservatori reial de Brussel·les li va encarregar una obra per ser utilitzada en el concurs de violí: entre 1858 i 1859 Vieuxtemps compon el Concert per a violí núm. 5 en la menor Op. 37, de gran sensibilitat i to romàntic. Durant aquest període també donà lliçons de violí, tenin entre els seus alumnes l'estatunidenc Isaac Barret Poznanski (1840-1896), i el neerlandès Frans Coenen.
Des des de maig de 1855 fins a la tardor de 1864 va viure amb la seva dona Josephine Eder i els seus dos fills (Julie i Maximiliano) a Dreieichenhain. A causa del deteriorament de la situació política a Alemanya, es va traslladar al final de 1864 a Frankfurt. Aquell mateix any va tornar a viatjar de nou a Sant Petersburg per fer-se càrrec de la càtedra de violí i, on faria amistat amb el violoncel·lista Julius Steffens el qual l'acompanyaria en algunes gires importants. Però el 1866 es va establir amb la seva família a París on va continuar ampliant la seva carrera internacional. El 20 de juny de 1868 va morir la seva dona a La Celle St Cloud, a prop de París a causa còlera.
El 1871 va tornar a Brussel·les, on va ser anomenat professor de violí al Conservatori Reial, on va tenir alumnes de gran renom com Federico Consolo, Arnold Dolmetsch, Enrique Fernández Arbós, Eduard Caudella, Alfred De Sève, Sam Franko, Émile Sauret, Simon Sechter i César Thomson entre d'altres. El seu alumne exemplar i per excel·lència va ser Eugène Ysaÿe. Poc després va haver d'abandonar el càrrec, afligit per un atac de paràlisi que li va afectar el braç dret sense poder-lo moure durant dos anys. La seva classe de violí la va assumir Henryk Wieniawski. L'any 1877 va poder tornar a donar classes un altre cop, però tot i que semblava que havia estat recuperat gradualment el seu braç, va patir una altra paràlisi el 1879 que va posar fi a la seva carrera com a violinista per sempre.
Vieuxtemps va formar part de la Unió Musical que va fundar Louis van Waefelghem juntament amb Joachim, Auer, Camillo Sivori i Sarasate. En aquest temps, excepte en els episodis més greus de la malaltia, no va parar la seva activitat concertística amb gires per tot el món.
L'any 1879 la malaltia ja no li permetia continuar treballant, i es va traslladar a Mustafá (Algèria) on va passar els seus últims anys de vida en un sanatori. A Mustafá també residien la seva filla amb el seu marit. Tot i així, a Algèria va continuar component, tot i que frustrat per la seva incapacitat de poder tocar i per estar allunyat dels centres musicals d'Europa, sabent també que la seva música l'haurien d'interpretar uns altres i no ell. Va escriure els seus dos darrers concerts per a vilolí: el Concert per a violí núm. 6 en sol major Op. 47, poc després, el Concert per a violí núm. 7 en la menor Op. 49. Molt debilitat va morir a Alger l'any 1881, però el seu cos va ser traslladat a Bèlgica, on va ser rebut com un heroi nacional i soterrat a Verviers, la seva ciutat natal.
La major part de les composicions de Vieuxtemps van ser per al seu propi instrument, incloent set concerts i una gran varietat de peces de saló curtes, encara que gairebé les va escriure al final de la seva vida, quan va haver d'abandonar el violí. Durant aquella època va compondre sovint per a altres instruments, escrivint dos concerts per a violoncel, una sonata per a viola i 3 quartets de corda, entre altres obres. És a causa dels seus set concerts per a violí, però, que Vieuxtemps és generalment conegut pel públic i els músics de tot el món. A través dels seus concerts per a violí i la seva defensa dels concerts de Beethoveen (també va interpretar sonates de Beethoven i els quartets de corda) i de Mendelssohn, va afegir una dimensió més clàssica en el repertori de violí que va portar a variacions i fantasies tècnicament brillants, sovint relacionades amb temes populars operístics.
Vieuxtemps es va considerar primer com un gran virtuós violinista. Té alguna dificultat per trobar un lloc entre els compositors destacats del segle xix, ja que l'il·lustrat i conegut Paganini va voler que el virtuosisme i l'èxit popular s'oposessin al títol oficial de "gran" compositor. No obstant això, el mateix Hector Berlioz va elogiar "la bellesa i estructura intel·ligent" de les obres de Vieuxtemps, va reconèixer la seva inspiració apassionada i sensible, i va declarar que l'emoció en la seva obra éra molt més important que l'efecte.

## Vieuxtemps del Gesu

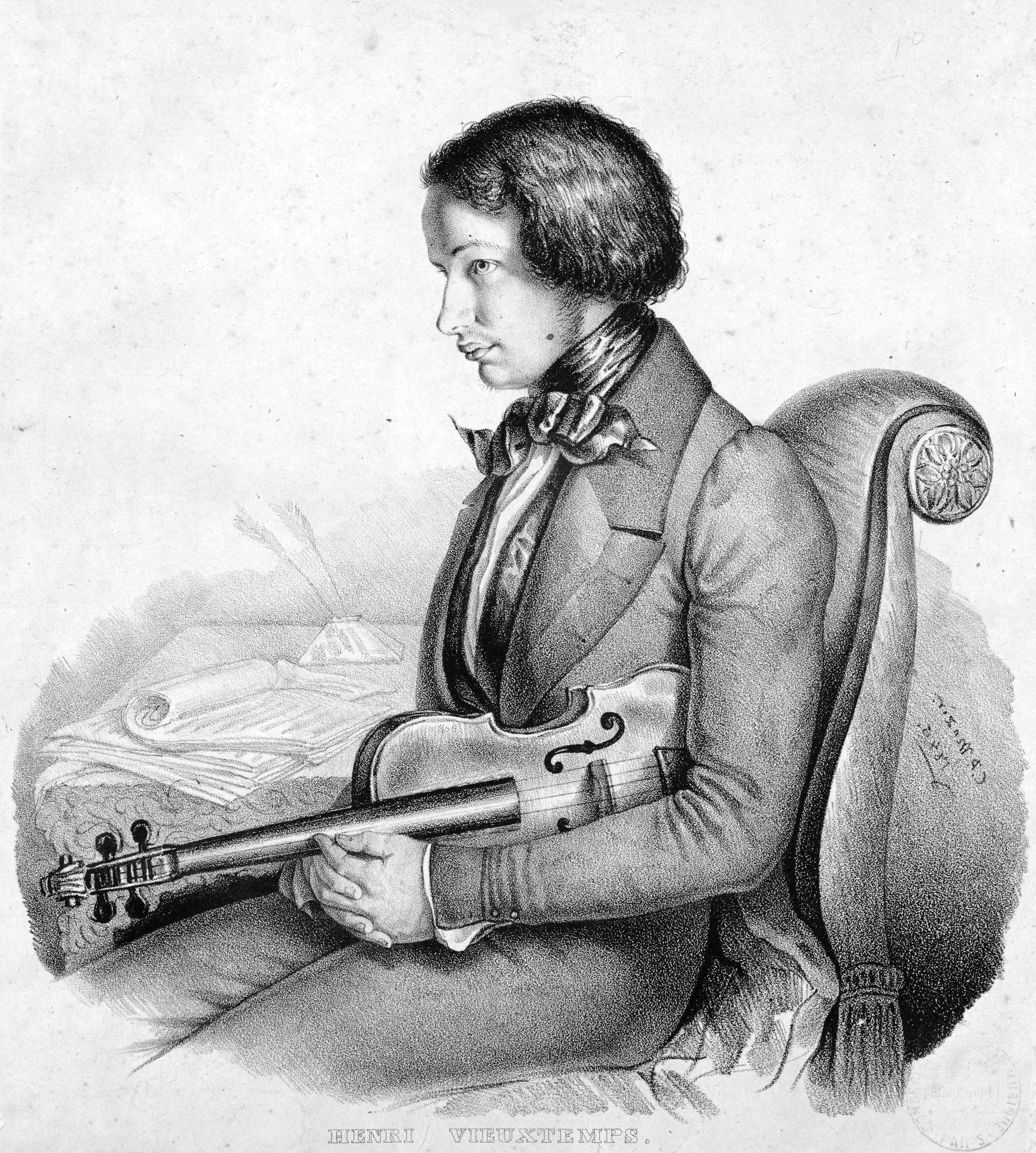
Retrat de Henri Vieuxtemps amb el seu prestigiós violí

Henri Vieuxtemps també és conegut per haver tingut i tocat el que avui es coneix com el Vieuxtemps Guarneri del Gesu, un violí construït l'any 1741, que es considera un dels millors exemples de l'artesania de Giuseppe Guarneri i que és considerat sense cap mena de defecte malgrat el seu ús continuat durant molts anys. El 'del Gesu' (literalment "de Jesús ") es refereix a la fabricació de Bartolomeo Giuseppe Guarneri, que va incorporar la nomina sacra, IHS (iota-eta-sigma) i una creu romana a les etiquetes que es fixen en el seu treball. Al funeral de Vieuxtemps van col·locar el violí sobre un coixí darrere de la carrossa fúnebre que portava el seu cos.
L'instrument va ser posteriorment interpretat per mestres de violí de gran nom com Yehudi Menuhin, Itzhak Perlman i Pinchas Zukerman. El gener de 2012 l'instrument va ser adquirit per un col·leccionista privat, que posteriorment li va fer arribar a la violinista Anne Akiko Meyers.

## "Premi Henri Vieuxtemps"
La reina Isabel de Bèlgica va fundar l'any 1920, amb motiu del 100 aniversari de Henri Vieuxtemps, el "Premi de la Reina". El primer guanyador va ser el violinista Alfred Dubois (1898-1949). Va ser el primer Concurs de Violí nacional "Premi Henri Vieuxtemps". A partir del 1966 va començar a pujar molt més la competència i el prestigi d'aquest concurs. El premi es dona cada quatre anys a Verviers i gairebé cada any el guanyen artistes joves.
Com a pedagog tingué molts alumnes, entre ells els germans Franz (1846-1932) i Louis Ries (1830-1913) i l'espanyol Enrique Fernández Arbós (1863-1939).

## Obres principals[20]

### Repertori solístic
- Fantaisie-caprice, Op. 11 (1838).
- Les arpéges (Caprice) en re major per violí i orquestra (o piano) i cello, Op. 15 (c.1845).
- Hommage à Paganini, Op. 9 (1845?).
- Concert per a violí No. 1 en mi major, Op. 10 (1840).
- Concert per a violí No. 2 en fa♯ menor "Sauret", Op. 19 (1836).
- Concert per a violí No. 3 en la major, Op. 25 (1844).
- Concert per a violí No. 4 en re menor, Op. 31 (c.1850).
- Concert per a violí No. 5 en la menor "Le Grétry", Op. 37 (1861).
- Concert per a violí No. 6 en sol major, Op. 47 (1865) (Op. 1 posthumous).
- Concert per a violí No. 7 en la menor "À Jenő Hubay", Op. 49 (1870) (Op. 3 posthumous).
- Allegro de concert per a violí i orquestra, Op. 59 (Op. 13 posthumous); primer moviment del Concert per a violí No.8 inacabat.
- Norma, Fantasia on the G String, Op. 18 (c.1845)
- Fantasia appassionata per a violí i orquestra, Op. 35 (c.1860).
- Ballade et polonaise de concert per a violí i orquestra, Op. 38 (c.1858).
- Duo brilliant en la major per violí, cello (o viola) i orquestra o piano, Op. 39 (1864?).
- Concert per a cello No. 1 en la menor, Op. 46 (1877).
- Concert per a cello No. 2 en si menor, Op. 50 (1879) (Op. 4 posthumous).

### Música de cambra
- Quartet de corda No. 1 en mi menor, Op. 44 (1871).
- Quartet de corda No. 2 en do major, Op. 51 (Op. 5 posthumous)
- Quartet de corda No. 3 en si♭ major, Op. 52 (Op. 6 posthumous)..
- Félicien-César David's Le Desert: La Nuit (1844).
- Piano Trio basat en L'Africaine de Meyerbeer.

### Violí i piano
- 3 Romances sans paroles, Op. 7 (1841).
- 4 Romances sans paroles, Op. 8 (c.1845).
- Sonata per a violí en re major, Op. 12 (1843).
- Souvenir d'Amérique, Variations burlesques sur "Yankee Doodle", Op. 17 (1843).
- Souvenir de Russie (Fantasie), Op. 21 (c.1845).
- 6 Morceaux de salon, Op. 22 (1847?).
- 3 Morceaux de salon, Op. 32 (c.1850).
- Bouquet américain, 6 Variations sur mélodies populaires, Op. 33 (c.1855).
- 3 Feuilles d'album, Op. 40 (1864).
- Old England, Caprice on 16th- and 17th-Century English Airs, Op. 42 (1865).
- Suite en si menor, Op. 43 (1871).
- Voix intimes, 6 pensées melodiques, Op. 45 (1876).
- Voies de cœurs, 6 pièces, Op. 53 (Op. 7 posthumous).
- Fantaisies brilliantes, Op. 54 (Op. 8 posthumous).
- Salut à l'Amérique (Greeting to America), Op. 56 (Op. 10 posthumous).
- Air varié en re major (sobre l'òpera de Bellini Il Pirata), Op. 6 (c.1845).
- Allegro de concert, Op. 59 (Op.13 posthumous).
- Bouquet américain – 6 Variations sur mélodies populaires, Op. 33 (c.1855).
- Chansons russes (1854?).
- 6 Divertissements d'amateurs (sobre temes russos), Op. 24 (c.1850).
- Duo concertante No. 1 sobre l'òpera d'Auber Le duc d'Olonne, Op. 13 (c.1845).
- Duo concertante No. 2 sobre l'òpera de Weber Oberon, Op. 14 (c.1845).
- Duo concertante No. 3 sobre l'òpera de Mozart Don Giovanni, Op. 20 (c.1845).
- Duo concertante No. 4 sobre l'òpera de Meyerbeer L'étoile du nord, Op. 23 (c.1845).
- Duo concertante No. 5 sobre l'òpera Meyerbeer Le Prophète, Op. 26 (c.1850).
- Duos concertantes Nos. 6-12.
- Élégie en fa menor, Op. 30 (?1854).
- Fantaisie slave, Op. 27 (c.1850).
- Fantasia sobre l'òpera de Gounod Faust (1870).
- 3 Fantasies sobre les òperes de Verdi I lombardi, Ernani i Luisa Miller, Op. 29 (1854?).
- Impressions et réminiscences de Pologne, Op. 57 (Op.11 posthumous).
- Introducció i Rondó en mi major, Op. 28 (c.1850).
- Ma marche funèbre, Op. 58 (Op.12 posthumous).
- 3 Märchen, Op. 34 (1859).
- Suite en si menor, Op. 43 (1871).

### Violí solo
- Divertissement.
- 36 Estudis, Op. 48 (Op.2 posthumous).
- 6 Estudis de concert, Op. 16 (c.1845).
- Cadences del Concert per a violí de Beethoven.
- 6 Morceaux suivis d'un capriccio, Op. 61 (Op. 15 posthumous).

### Viola
- Élégie en fa menor per a viola (o cello) i piano, Op. 30.
- Sonata per a viola en si♭ major, Op. 36 (1863).
- Capriccio "Hommage à Paganini" en do menor per a viola sola, Op. 55 (Op. 9 posthumous).
- Sonate inachevée (Allegro et Scherzo) en si♭ major per a viola i piano, Op. 60 (Op. 14 posthumous).
- Estudi en do menor per a Viola i Piano.

## Discografia
- 1991 - Ballade et Polonaise, op. 38 - Romances sans paroles, op. 7 & 8 - Rêveries, op. 22 - Souvenir d'Amérique, op. 17 - Feuilles d'Album, op. 40 - Philippe Koch, violí - Luc Devos, piano - (Ricercar RIS 108094)
- 2002 - Intégral des œuvres per a viola i piano per Pierre Lenert, viola i Jeff Cohen, piano.
- 2003 - Six morceaux de salon, op. 22 - Voix du cœur, op. 53 - Philippe Koch, violon - Luc Devos, piano - (Musique en Wallonie MEW0317).[21]